# Munkkiniemi
Munkkiniemi (en suédois Munksnäs) est un quartier et un district de l'ouest d'Helsinki, la capitale finlandaise.

## Histoire

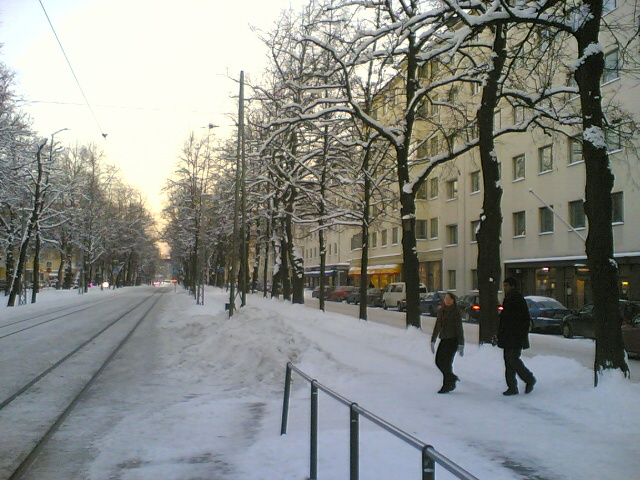
Rue de Vanha Munkkiniemi.

Les premiers efforts pour développer le district datent de l'année 1915. C'est le début de la construction au fond des baies de Seurasaarenselkä et de Laajalahti du quartier de Vanha Munkkiniemi, selon les plans d'Eliel Saarinen. Le quartier forme ensuite avec Haaga, l'île de Lauttasaari et d'autres petites îles voisines la commune de Huopalahti. Celle-ci sera finalement rattachée à Helsinki en 1946. Le district reste alors peu densément peuplé. De grands programmes de logement, à Munkkivuori dans les années 1950 et à Niemenmäki dans les années 1960 à Niemenmäki en font un prolongement du centre-ville en même temps qu'un quartier très hétérogène. Le dernier grand programme de construction, Talinranta, date des années 1990.

## Population
La population du district est une des plus aisées de la ville et son niveau d'éducation est très élevé. Avec un revenu annuel par habitant de 36 938 euros, le district se classe en troisième position sur les 33 districts de la capitale. Avec 34,9 % de la population ayant poursuivi des études supérieures (moyenne d'Helsinki 22,7 %), le district se classe cinquième.

## Architecture
Quelques bâtiments célèbres:
| Bâtiment                                | Image | Architecte        | Construction | Adresse                     | Réf. |
| Atelier d'Alvar Aalto                   |       | Alvar Aalto       | 1936         | Tiilimäki 20.               |      |
| Maison d'Alvar Aalto                    |       | Alvar Aalto       | 1936         | Riihitie 20.                |      |
| Maison de retraite de Munkkiniemi       |       | Eliel Saarinen    | 1920         | Hollantilaisentie 11        |      |
| Rivitalo                                |       | Eliel Saarinen    | 1919–20      | Hollantilaisentie 12–20     |      |
| Kalastajatorppa                         |       | Einari Teräsvirta | 1975         | Kalastajatorpantie 1 et 2–4 |      |
| Maison des invités de l’État Finlandais |       | Einari Teräsvirta | 1984         | Kalastajatorpantie 3        |      |
| Manoir de Munkkiniemi                   |       |                   | 1815         | Kartanontie 1               |      |
| Église de Munkkiniemi                   |       | Pauli Salomaa     | 1954         | Tiilipolku 6                |      |

## Transports

### Tramway
La ligne de tramway 4 (Munkkiniemi - Katajanokka) marque quatre arrêts à  Munkkiniemi:
- Munkkiniemen puistotie (0121/0122)
- Laajalahden aukio (0123/0124)
- Tiilimäki (0125/0126)
- Saunalahdentie (0127)

### Bus
Les bus passant par Munkkiniemi empruntent principalement la rue Puistotie ou la rue Huopalahdentie.
Les bus suivants passent par la place Laajalahden aukio (1401/1402) :   
- 33 Munkkivuori - Ritolehto[4]
- Runkolinja 500 Munkkivuori - Pasila - Itäkeskus (M)[5]

Les lignes suivantes empruntent la rue Huopalahdentie:
- 20 Eira – Munkkivuori
- 25 Kamppi – Pajamäki
- 30 Eira – Pitäjänmäki – Konala – Malminkartano – Myyrmäki
- 52 Otaniemi – Munkkiniemi – Haaga – Kannelmäki – Kuninkaantammi
- 57 Munkkiniemi - Ruskeasuo - Viikki - Kontula (M)[6].

### Bicyclettes urbaines
Les neuf stations des Bicyclettes urbaines de Helsinki et Espoo situées à Munkkiniemi ou Munkkivuori sont :  
- Saunalahdentie
- Torpanranta
- Laajalahden aukio
- Munkkiniemen aukio
- Huopalahdentie
- Ulvilantie
- Munkkivuoren ostoskeskus
- Teljäntie
- Muusantori